# Генеративна лінгвістика
Генеративна лінгвістика (трансформаційно-генеративна граматика, хомскіанська лінгвістика) – напрям структурної лінгвістики, що виник у 1950-х рр., засновником якого є американський лінгвіст, філософ та політичний активіст Ноам Чомскі (Хомський). Напрямок настільки змінив більшість уявлень традиційної структурної лінгвістики, що найчастіше протиставляється структуралізму, а також біхевіоризму, і його називають «хомськіанською революцією» у мовознавстві .

## Основні засади
В основі генеративної лінгвістики лежить уявлення про генеративну модель мови, тобто про кінцевий набір правил, здатних визначити, або породити, усі правильні, і лише правильні, речення у мові. Таким чином, генеративна лінгвістика не описує мову, як це робила традиційна лінгвістика, у тому числі й структурна, а являє собою процес моделювання мови. 
Зародження генеративної лінгвістики пов’язане з повоєнним прагненням до моделювання, з комп’ютерною революцією, з побудовою моделі генетичного коду, з розвитком машинного перекладу і математичної лінгвістики. 
Генеративна лінгвістика перш за все відрізняється від традиційного мовознавства тим, що вона у буквальному розумінні перевернула уявлення про те, як, з якого боку мовної ієрархії породжується мовлення. Згідно із традиційними уявленнями, зі звуків складаються частини слів, із них – слова, зі слів – словосполучення, а із словосполучень речення. З погляду генеративної лінгвістики, породження мовлення відбувається від синтаксису до фонології, тобто починаючи з найбільш абстрактних синтаксичних структур.  

## Трансформаційний аналіз. Глибинна і поверхнева синтаксична структура
Великим досягненням Чомскі вважається розробка так званого трансформаційного аналізу. Наприклад, традиційний синтаксис не знав, як бути із такими реченнями:
(1) Хлопчик їсть морозиво.

(2) Морозиво з’їдається хлопчиком. 
З позицій традиційного синтаксису, неможливо із точністю сказати, чи це одне й те саме речення, чи два різні. Хоча обидва речення передають однакове повідомлення, у першому випадку «хлопчик» – це підмет, а в другому – непрямий додаток в орудному відмінку. 
Чомскі вперше почав розрізняти глибинну та поверхневу синтаксичні структури. З точки зору глибинної структури, (1) і (2) – це одне й те саме речення, з глибинним підметом (агентом) – хлопчиком, і глибинним об’єктом (пацієнсом) – морозивом. Речення (1) і (2) – поверхневі варіанти глибинної структури. (1) – так звана активна конструкція – є фундаментальною. Перехід від (1) до (2) називається пасивною трансформацією. Трансформацій може бути багато – біля десяти, наприклад негативна: 
(3) Хлопчик не їсть морозиво – Невірно, що хлопчик їсть морозиво;
або номінативна (тобто така, що трансформує речення із предикативного у номінативне, називне):
(4) Хлопчик, який їсть морозиво. 
Більшість фахівців із генеративної лінгвістики займаються побудовою словотвірних дерев (на противагу традиційному лінійному запису): у таких діаграмах речення уявляється як дерево, де гілки різних рівнів – це головні й підрядні частини. 

## Універсальна граматика
Чомскі вважав, що людині притаманна мовна здатність (Language Faculty), яка є частиною природних біологічних властивостей людського організму. Згідно з цією теорією, що отримала назву Універсальної граматики, у людей є вроджена розумова здатність до мови, завдяки якій діти дуже швидко вивчають рідну мову, не докладаючи до цього особливих свідомих зусиль. Чомскі вважав мову видовою ознакою людини. Він також намагався дати пояснення мовним компетенціям та лінгвістичним знанням про мову, що існують у свідомості мовців. Вчений вважав, що:
- Люди знають, які речення є граматично вірними у їх рідній мові;
- Вони це знають також і про речення, які раніше ніколи не чули;
- Отже, вони мають спиратися на правила, певним чином представлені у їхньому розумі, а не лише на пам’ять;
- Генеративні граматики можна вважати моделями таких розумових правил;
- Здатність засвоювати такі правила є скоріше за все суто людською властивістю.

На підтримку теорії Універсальної граматики часто висувається аргумент, що креольські мови створено природним шляхом і їхні мовці винаходять власні мовні системи. Більше того, креольські мови мають певні спільні риси, незважаючи на велику відстань, яка виключає можливість контактування носіїв різних креольських мов .  

## Використання у музиці
Генеративна граматика знайшла обмежене застосування в області музичної теорії. Шенкерівський аналіз допомагає визначити тональність у музиці, застосовуючи принципи генеративної граматики. Серед учених, які присвятили свої дослідження цій проблемі, варто згадати Марка Стідмана, Фреда Лердаля та Рея Джекендофа.